# アームストロング・シドレー マンバ

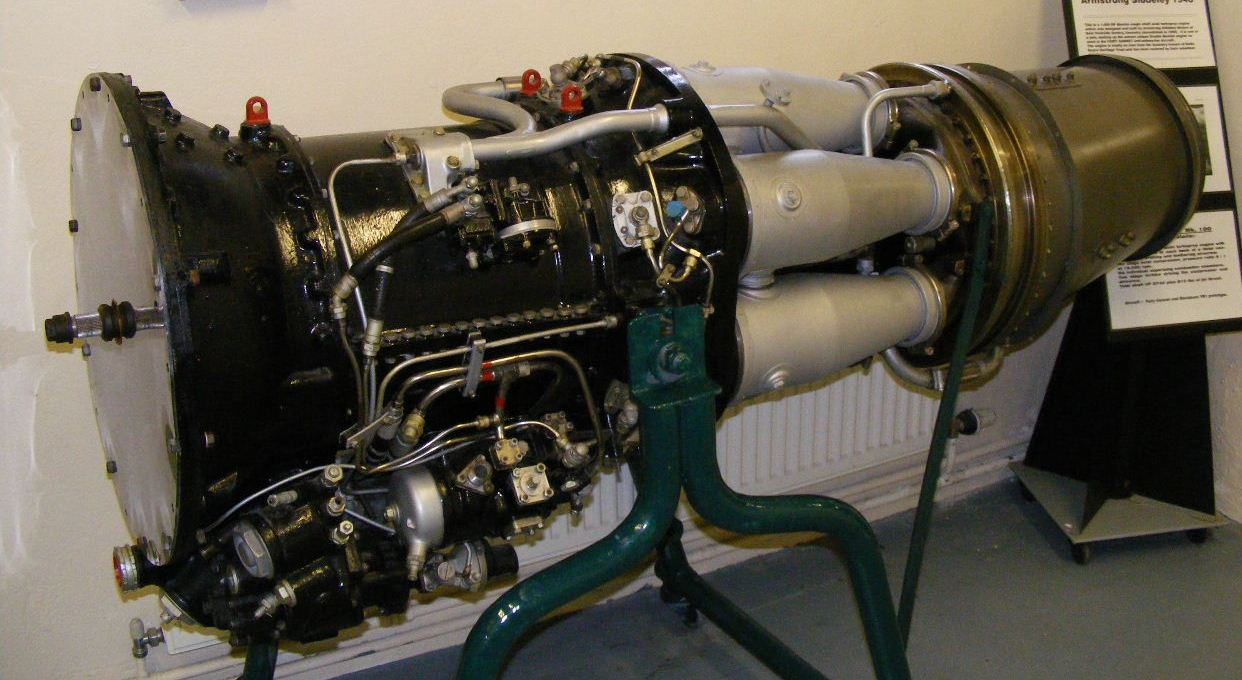
バンバラ城のアームストロング&航空博物館のASM.3エンジン

マンバ（Mamba ）は、イギリスのアームストロング・シドレー社が1940年代から1950年代にかけて製造した1,500 有効馬力 (effective horsepower、1,100 kW)を発生するターボプロップエンジンである。

## 設計と開発

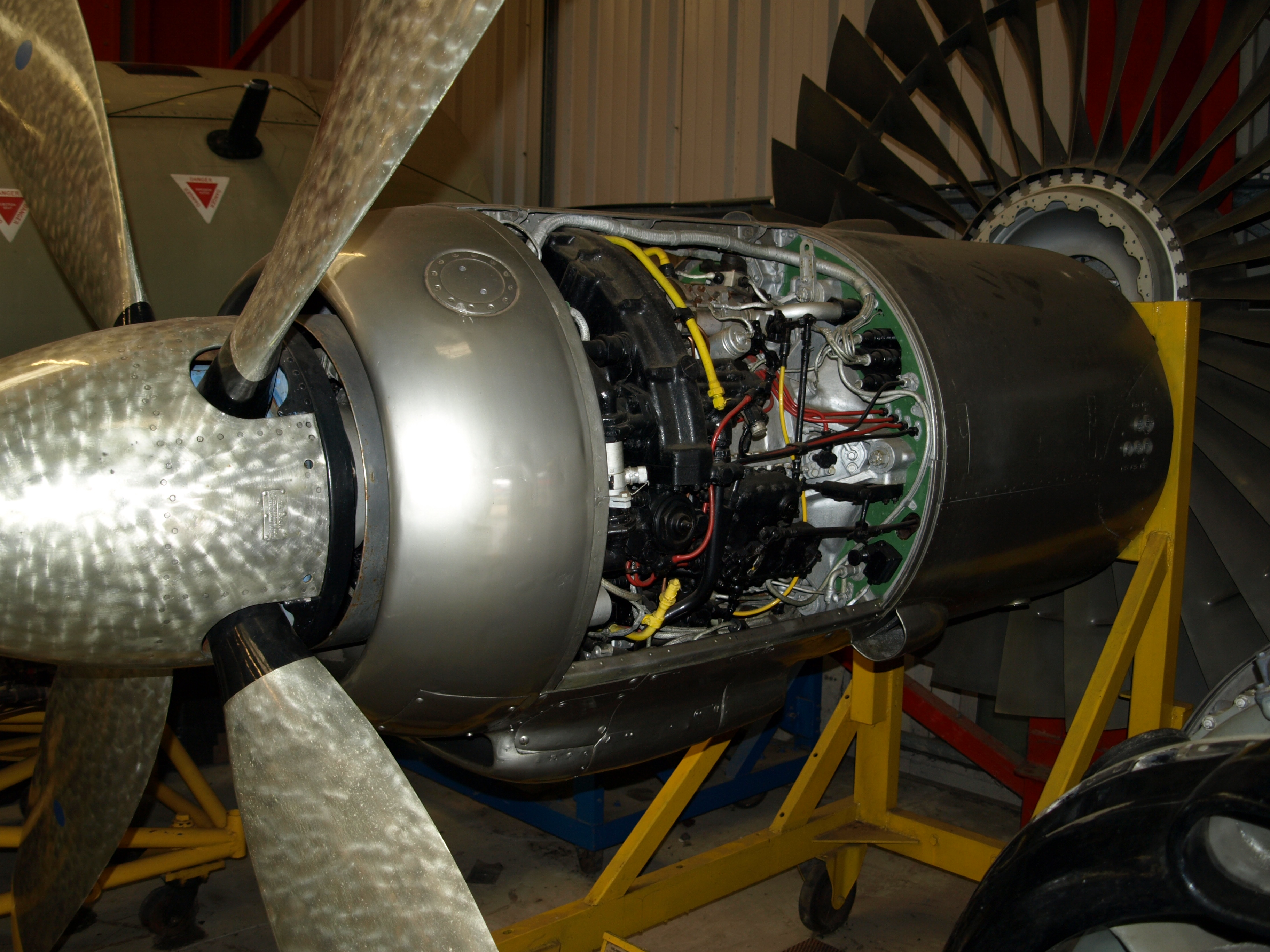
アポロ旅客機に搭載されたマンバとプロペラ

マンバは、10段軸流式圧縮機、6個の燃焼室と2段タービンを持つ小型エンジンである。プロペラスピナーの中には遊星歯車式減速ギアが内蔵されており、エンジンの始動にはカートリッジが使用された。社内での呼称はASM（Armstrong Siddeley Mamba）といい、ASM.3は1,475 ehp、ASM.6は1,770 ehpを発生した。
通常のターボプロップエンジンはジェット燃料を使用するが、マンバは通常のディーゼル燃料(軽油)も使用できる。
1948年に500時間のテストが実施され、マンバはダグラス DC-3 ダコタに装着された最初のターボプロップエンジンになった。1949年にダコタ機のテストベッドはエンジンを2基共マンバに換装された。
派生型のダブル・マンバエンジンはイギリス海軍のフェアリー ガネット対潜哨戒機に搭載された。このエンジンは実質的に2基のマンバを並列に配し、共通のギヤボックスを介して2重反転プロペラを駆動した。減速ギヤボックスを外したマンバのターボジェットエンジン版がアームストロング・シドレー アダーとして開発された。

## 派生型と搭載機
ASM.3
- アームストロング・ホイットワース アポロ
- アブロ アテナ
- ボールトンポール バリオール
- ブレゲー Br.960 ブルテュール

ASM.6
- ショート シーミュー

## 展示中のエンジン
アームストロング・シドレー マンバは、ウォリックシャーのコヴェントリー空港にあるミッドランド航空博物館とコスフォード空軍博物館に展示されている。

## 要目
(ASM.3) Flight誌より
- タイプ：ターボプロップエンジン
- 全長：2217.4 mm (87.3 in)
- 直径：737 mm (29 in)
- 乾燥重量：354 kg (780 lb)
- 圧縮機：軸流式10段
- 燃焼室：6 室
- タービン：2段
- 最大推力：4,610 kg (10,163 lb)
- 最大推力：1,320 shp プラス 推力405 lb (1,475 eshp)
- 最終圧縮比：5.35:1
- 燃料賞比量：0.8 lb/時間/eshp
- 推力重量比：1.9 eshp/lb